# Порносайт
Порноса́йт — інтернет-сайт, мета якого — платне або безкоштовне розповсюдження порнографії. Порносайти зазвичай поділяються за напрямками: для кожної сексуальної орієнтації, за різними сексуальними інтересами (фетишисти, BDSM тощо).

## Технології
Історично порнографія з'явилася у мережі у вигляді ASCII-графіки. З розвитком технологій, змінювалися методи подачі порно. Сьогодні порносайти подають матеріал у вигляді фотографій або відео. Ті, хто займається виготовленням, підтримкою і рекламою порносайтів, називаються AWM, від англ. Adult Web Master.

## Популярні порносайти
- Pornhub
- YouPorn
- xHamster
- RedTube
- Brazzers
- XVideos
- Naughty America